# Hyundai ix20
La Hyundai ix20 è una monovolume di segmento B prodotta dalla filiale europea della casa automobilistica coreana Hyundai Motor Company a partire dal 2010 al 2019. Ha sostituito il modello Hyundai Matrix.

## La nascita

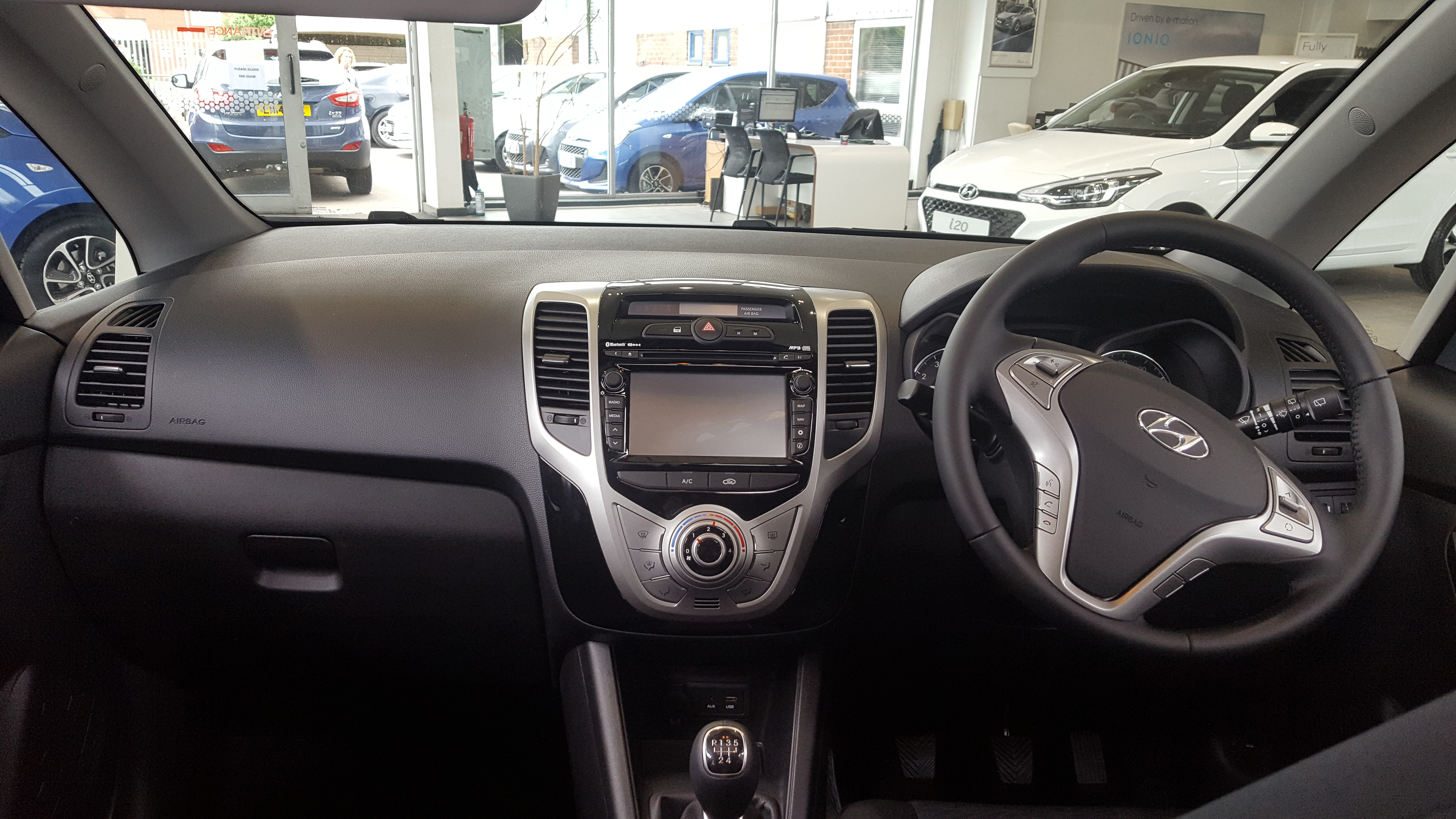
Interni

La ix20 è stata anticipata dal prototipo Hyundai ix-Metro Concept presentato nel 2009 al salone di Francoforte. La ix-Metro, sviluppata in Corea del Sud presso il centro stilistico della casa, è stata disegnata da Rogelio J. Flores ispirandosi ai veicoli della NASA utilizzati per le missioni spaziali nonché riprendendo lo stile dei veicoli presenti nei film fantascientifici. Concepita come piccola crossover urbana dedicata al pubblico giovanile la ix-Metro è lunga 3,93 metri, utilizza il telaio della Kia Soul e la trazione anteriore. Lo stile molto futuristico presenta un frontale vistoso ed elaborato con una calandra particolare e affusolata che integra i fendinebbia a LED, i gruppi ottici in posizione rialzata sono anch'essi a LED. La carrozzeria scolpita presenta una fiancata muscolosa ma pulita con portiere posteriori scorrevoli, la coda invece dispone di fanaleria orizzontale a LED e vistoso scudo paracolpi nel paraurti con terminale di scarico in posizione centrale integrato nello scudo.
L'abitacolo anch'esso futuristico presenta quattro sedili a forma di guscio ripiegabili con parte della seduta illuminata da LED, la plancia avvolgente è di colore bianco con strumentazione in un unico elemento circolare e i pannelli delle porte si raccordano allo stile della plancia avvolgendo i sedili. Il motore ibrido della ix-Metro Concept è un 1.0 a tre cilindri alimentato a benzina facente parte della famiglia motoristica Kappa abbinato ad un turbocompressore e ad un propulsore elettrico con cambio automatico a doppia frizione con sei rapporti sequenziali. La potenza totale è di 125 cavalli e la massa dell'autovettura è di 950 kg ottenuti utilizzando materiali compositi. Secondo la casa la ix-Metro possiede un consumo di 3,3 litri per percorrere 100 km con emissioni contenute in 80 grammi per km di anidride carbonica nel ciclo combinato.
Poco dopo il concept la casa iniziò a lavorare al modello di produzione che però doveva abbracciare una maggior condivisione di componenti con i restanti modelli della gamma al fine di ridurre i costi di produzione, per questo la versione di serie venne strettamente imparentata con la monovolume Kia Venga e abbandonò numerose soluzioni proposte dalla ix-metro concept: dal corpo carrozzeria di crossover cittadina si passò a quello di monovolume cittadina, il design venne solo ripreso in alcuni dettagli (la ix-metro infatti era troppo futuristica per poter entrare in produzione e la versione di serie doveva adottare schemi più convenzionali), stile e meccanica sono stati rielaborati in Europa presso il centro di ricerche e il centro stile di Rüsselsheim nonché il quartier generale del gruppo Hyundai-Kia in Europa. la vettura è stata più orientata verso il pubblico europeo rispetto a quello asiatico perché fa parte di un gruppo di auto destinate esclusivamente al mercato del vecchio continente.
Il modello definitivo venne così svelato al salone dell'automobile di Parigi edizione 2010 per entrare in produzione nella fine dello stesso anno. Il nome ix20 riprende la nomenclatura utilizzate dalla Hyundai per identificare le varianti monovolume e suv della gamma (come usato già per i modelli ix35 e ix55). Il numero 20 che compone la parte finale del nome sottolinea la parentela anche col modello Hyundai i20 dalla quale ne riprende il telaio di base e molti componenti meccanici (ovviamente condivisi anche col modello Kia Venga). L'auto viene prodotta esclusivamente per il mercato europeo presso lo stabilimento di Nošovice in Repubblica Ceca, nella stessa fabbrica viene prodotta anche la Kia Venga. Secondo la Hyundai la ix20 possiede un regime produttivo pari a 55 000 unità annue.
Nel marzo 2015 viene sottoposta ad un restyling.

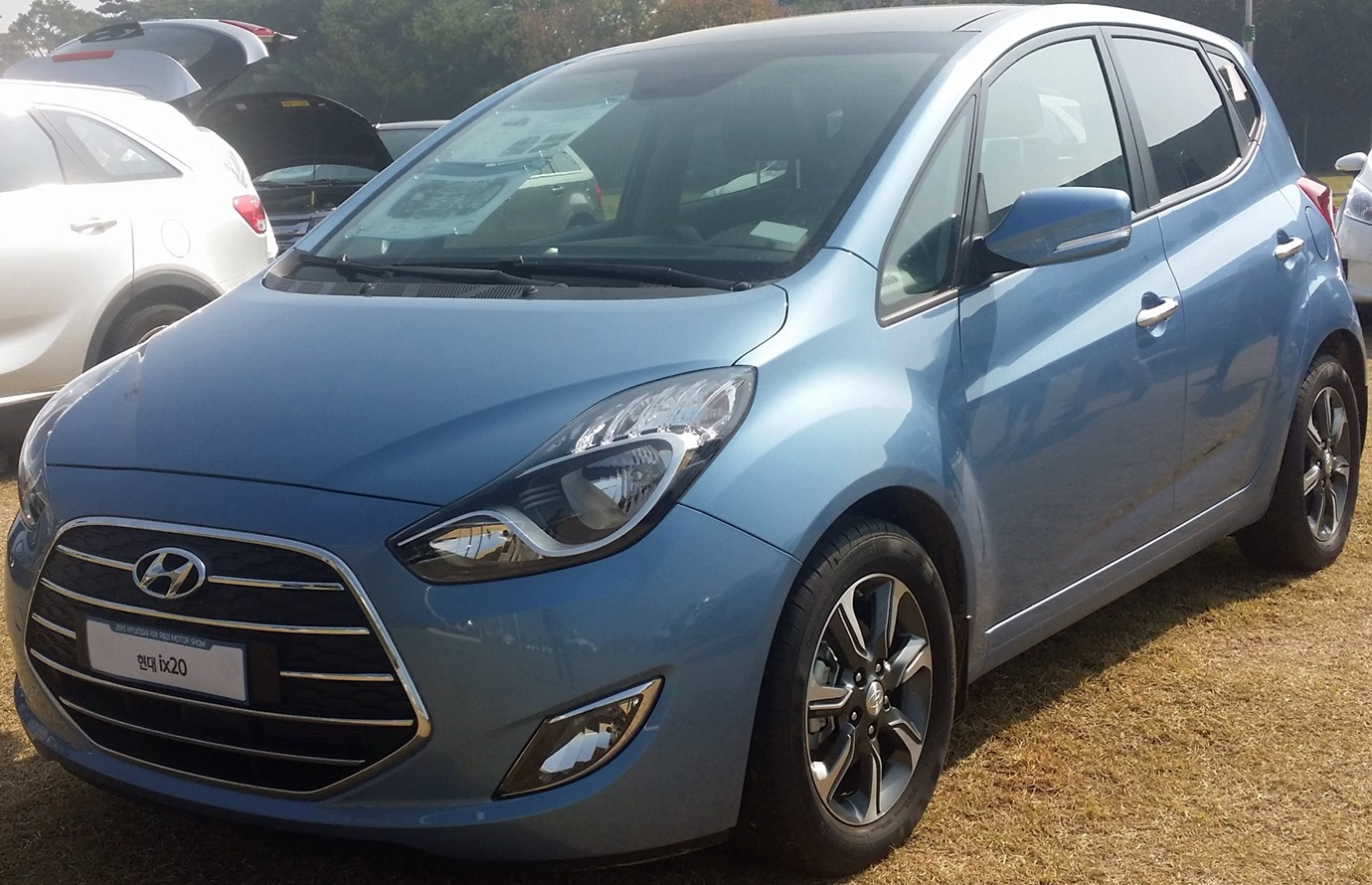
restyling

## Il design
Il design della Hyundai ix20 segue il corso stilistico Fluidic Sculpture inaugurato dagli ultimi modelli proposti dalla casa coreana. Secondo il Fluidic Sculpture le linee della vettura seguono un percorso movimentato (quindi fluido) per formare una carrozzeria più sportiva e meno spigolosa (la scultura) rispetto alle vecchie vetture della Hyundai. Già nel frontale è presente come elemento fondamentale la grande calandra esagonale con una piccola mascherina dai bordi cromati nella parte superiore e la targa inglobata nel mezzo della calandra, i fanali dai profili ondulati possiedono come elemento centrale il gruppo di LED che intercorre lungo tutto il gruppo ottico; infine le nervature presenti nel cofano e le prese d'aria nel paraurti completano la vista frontale della ix20.
La fiancata è la stessa della Kia Venga, per contenere i costi sono state mantenute le stesse portiere e gli stessi parafanghi dalle due case conservando quindi lo stesso disegno con i passaruota in rilievo, tra l'altro le portiere sono uno degli elementi più costosi delle auto e condividerli porta ad una netta riduzione dei costi. La sola nervatura presente lungo la parte bassa delle portiere movimenta la fiancata, differenti invece sono gli specchi retrovisori che sulla ix20 possiedono una forma più slanciata e incorporano gli indicatori di direzione a LED (solo nella versione Style o nelle versioni con pacchetto di upgrade).
La coda invece si differenzia dalla Kia Venga: i fanali di forma ondulata sono più sportivi e si allungano fino al portellone e culminano nel fascione sotto al lunotto che incorpora il marchio Hyundai. Il porta targa possiede una forma esagonale per richiamare la medesima forma della calandra anteriore, nel paraurti invece è presente un ampio fascione grezzo nella parte bassa sagomato in modo da poter donare un aspetto sportivo, e nel paraurti sono presenti delle lievi nervature in rilievo. Il design complessivo della ix20 è stato elaborato presso l'R&D Technical Center di Rüsselsheim a Francoforte in Germania, sede europea del gruppo Hyundai, in modo da poter andare maggiormente incontro ai gusti della clientela europea.
Per gli interni è stata conservata l'impostazione generale della Kia Venga e sono stati cambiati solo alcuni pannelli nella parte centrale della plancia. In particolare è stato ottenuto un centro di comando nella zona centrale con i comandi dell'impianto audio, climatizzatore, navigatore e sistema parcheggio se presenti e nella parte bassa vi è la zona fumatori. A seconda delle versioni sono disponibili differenti colorazioni e rifiniture per gli interni. Sul volante sono duplicati i comandi dell'autoradio. Per le versioni di punta è disponibili il sistema Supervision Cluster che permette di gestire in modo ottimale la retroilluminazione della strumentazione inoltre il tetto in cristallo apribile elettricamente è in grado di filtrare il 99% dei raggi UV. Cinque i posti su due file con il divano posteriore reclinabile e scorrevole. Il bagagliaio possiede un volume minimo pari a 440 litri ampliabile fino a 1.486 litri con il divano posteriore reclinato.

## La dinamica
La ix20 è stata realizzata sulla piattaforma dedicata ai veicoli di segmento B del gruppo Hyundai già utilizzata da numerosi modelli come la Hyundai i20, la quarta generazione di Accent, la Kia Venga, la Soul e la terza serie di Kia Rio; una struttura ad alta flessibilità realizzata con longheroni stampati a caldo in acciaio e leghe leggere. L'impostazione meccanica è tradizionale con motore in posizione trasversale, trazione anteriore, carrozzeria cinque porte, l'avantreno utilizza sospensioni a ruote indipendenti con schema MacPherson e barra stabilizzatrice, retrotreno a ruote interconnesse con uno schema a ponte torcente e barra stabilizzatrice. Gli ammortizzatori sono a gas e l'impianto frenante sfrutta dei dischi auto ventilati all'avantreno e dei dischi pieni al retrotreno.
La carrozzeria viene realizzata in acciai alto resistenziali a deformazione programmata che garantiscono maggior sicurezza in caso di impatto. La Hyundai ix20 è lunga 4,10 metri, circa 3 cm in più rispetto alla sorella Kia Venga a causa dei differenti paraurti, la larghezza è di 1,765 m con altezza di 1,60 m sono identici a quelli della versione Kia. Il passo misura 2,615 metri.
Tra i principali dispositivi di sicurezza presenti di serie figurano il sistema anti bloccaggio delle ruote motrici (ABS), il ripartitore di frenata (EBD), controllo elettronico della stabilità (ESP) e della trazione (TCS), dispositivo di frenata assistita (BAS), airbag lato guida, lato passeggero disattivabile, airbag laterali per il torace e per la testa che proteggono anche i passeggeri posteriori e i poggiatesta attivi. Di serie le versioni più costose dispongono di fendinebbia e cruise control. Nel 2011 la ix20 viene sottoposta ai crash test dall'ente Euro NCAP totalizzando il punteggio complessivo di cinque stelle; secondo l'EuronCAP la ix20 dimostra una protezione pari all'89% per gli adulti, 85% è il punteggio nella protezione bambini, 64% nell'investimento pedoni e 71% nella protezione fornita dai dispositivi di sicurezza.

## Versioni e allestimenti
La ix20 viene venduta in Italia in quattro livelli di allestimento: la base Light, le intermedie Classic e Comfort e quella di punta denominata Style.

## Motorizzazioni
La gamma motori si compone di quattro propulsori di cui due turbodiesel e due benzina disponibili anche con impianto a gas con differenti gradi di potenza. Il motore benzina d'accesso è il 1.4 sedici valvole con quattro cilindri appartenente alla famiglia motoristica Gamma dotato di iniezione elettronica e fasatura variabile delle valvole (CVVT) capace di 90 cavalli di potenza massima e 137 N·m di coppia motrice disponibili a 4.000 giri al minuto. Omologato secondo gli standard Euro 5 garantisce dei bassi costi di gestione grazie al sistema ISG (Intelligence Stop & Start) di serie per il mercato italiano per tutte le versioni (eccetto la base LX Easy). Il sistema ISG fa parte del pacchetto EcoDynamics che comprende anche gli pneumatici a basso impatto di rotolamento e una speciale batteria che si ricarica con l'energia recuperata in frenata. Il 1.4 Gamma è abbinato ad un cambio manuale a cinque rapporti.
Il secondo motore a benzina disponibile è il 1.6 16V Gamma sempre a quattro cilindri con fasatura variabile capace di 125 cavalli omologato Euro 5. Questa unità rappresenta il propulsore più potente per la gamma Venga e dispone di una coppia massima di 156 N·m a 4.200 giri al minuto. Il sistema ISG non è disponibile per il mercato italiano. Seppur i costi di gestioni si rivelano leggermente superiori rispetto al 1.4 le prestazioni assicurano una dinamica sportiva poiché sono 35 i cavalli in più a disposizione rispetto al 1.4. Il 1.6 è disponibile sia con trasmissione manuale a sei rapporti che con automatico sequenziale a quattro rapporti.
I diesel fanno parte della famiglia U-Line: il più piccolo è il 1.4 CRDI common rail con turbina a geometria fissa con valvola Wastegate (WGT) capace di 77 e 90 cavalli con coppia massima di 220 N·m a 1.800 giri al minuto. Omologati Euro 5 dispongono del filtro attivo antiparticolato (DPF) di serie e garantiscono bassi consumi e basse emissioni di anidride carbonica a patto di andare incontro a prestazioni solo discrete. Il più potente 1.4 CRDI da 90 cavalli è disponibile anche con sistema di Stop & Start ISG. Entrambi sono equipaggiati con cambio manuale a sei rapporti.
Il più potente motore diesel è il 1.6 CRDI che grazie alla turbina a geometria variabile (VGT) eroga 116 o 128 cavalli (l'ultima versione denominata U2). La coppia massima è pari a 260 N·m disponibili da 2.000 giri al minuto e il filtro DPF è di serie. In Italia il 1.6 CRDI viene venduto solo nella versione meno potente priva di sistema ISG. Il cambio è un manuale a sei rapporti.

## Riepilogo caratteristiche tecniche
| Modello                  | Disponibilità | Motore                       | Cilindrata cm³ | Potenza        | Coppia massima          | Emissioni CO2 (g/Km) | 0–100 km/h (secondi) | Velocità max (Km/h) | Consumo medio (Km/l) |
| 1.4 16V Gamma            | dal debutto   | 4 cilindri in linea, Benzina | 1.396          | 66 kW (90 CV)  | 137 N·m @4.000 giri/min | 147                  | 12,9                 | 168                 | 16,9                 |
| 1.4 16V Gamma ISG        | dal debutto   | 4 cilindri in linea, Benzina | 1.396          | 66 kW (90 CV)  | 137 N·m @4.000 giri/min | 136                  | 12,9                 | 168                 | 16,9                 |
| 1.6 16V Gamma            | dal debutto   | 4 cilindri in linea, Benzina | 1.591          | 92 kW (125 CV) | 156 N·m @4.200 giri/min | 155                  | 10,9                 | 182                 | 14,9                 |
| 1.6 16V Gamma ISG        | non importato | 4 cilindri in linea, Benzina | 1.591          | 92 kW (125 CV) | 156 N·m @4.200 giri/min | 144                  | 10,9                 | 182                 | 14,9                 |
| 1.6 16V Gamma Automatica | dal debutto   | 4 cilindri in linea, Benzina | 1.591          | 92 kW (125 CV) | 156 N·m @4.200 giri/min | 164                  | 12,2                 | 178                 | 14,3                 |
| 1.4 CRDI 16V WGT 77      | dal debutto   | 4 cilindri in linea, Diesel  | 1.396          | 57 kW (77 CV)  | 220 N·m @1.800 giri/min | 124                  | 16,1                 | 160                 | 21,3                 |
| 1.4 CRDI 16V WGT 90      | dal debutto   | 4 cilindri in linea, Diesel  | 1.396          | 66 kW (90 CV)  | 220 N·m @1.800 giri/min | 124                  | 14,5                 | 167                 | 21,3                 |
| 1.4 CRDI 16V WGT 90 ISG  | non importato | 4 cilindri in linea, Diesel  | 1.396          | 66 kW (90 CV)  | 220 N·m @1.800 giri/min | 117                  | 14,5                 | 167                 | 22,2                 |
| 1.6 CRDI 16V VGT 116     | dal debutto   | 4 cilindri in linea, Diesel  | 1.582          | 85 kW (116 CV) | 260 N·m @2.000 giri/min | 129                  | 11,5                 | 182                 | 20,4                 |
| 1.6 CRDI 16V VGT 128     | non importato | 4 cilindri in linea, Diesel  | 1.582          | 94 kW (128 CV) | 260 N·m @2.000 giri/min | 129                  | 11,1                 | 182                 | 20,4                 |
| 1.6 CRDI 16V VGT 128 ISG | non importato | 4 cilindri in linea, Diesel  | 1.582          | 94 kW (128 CV) | 260 N·m @2.000 giri/min | 119                  | 11,1                 | 182                 | 22,2                 |